# Wendy O. Williams
Wendy Orlean Williams (28. května 1949, Webster, New York, USA – 6. dubna 1998, Storrs, Connecticut, USA), lépe známá jen jako Wendy O. Williams, byla americká skladatelka, herečka a rocková zpěvačka, která hrála a zpívala v punkrockové kapele Plasmatics.

## Život
Ve věku 16 let odešla z domova do Colorada. Tam hrála ve filmu Candy Goes to Hollywood. Také hrála v různých živých sex shows. V ten stejný rok (1979) byla oslovena manažerem nově vytvořené skupiny Plasmatics, jestli by v ní nechtěla působit. Kapela brzy začala být známou. Po třech vydaných albech s Plasmatics se Wendy vydala na sólovou kariéru. Vydala debutové alba WOW (1984), Kommander of Kaos (1986) a Deffest! and Baddest! (1988). Producentem její první desky byl Gene Simmons z kapely Kiss. V roce 1998 spáchala sebevraždu blízko svého domova.